# Stara Przysieka Druga
Stara Przysieka Druga (prononciation : [ˈstara pʂɨˈɕeka ˈdruɡa]) est un village polonais de la gmina de Śmigiel dans le powiat de Kościan de la voïvodie de Grande-Pologne dans le centre-ouest de la Pologne.
Il se situe à environ 7 kilomètres à l'est de Śmigiel (siège de la gmina), à 6 kilomètres au sud de Kościan (siège du powiat) et à 44 kilomètres au sud-ouest de Poznań (capitale régionale).
Le village possède une population de 233 habitants en 2011.

## Histoire
De 1975 à 1998, le village faisait partie du territoire de la voïvodie de Leszno.

Depuis 1999, Stara Przysieka Druga est situé dans la voïvodie de Grande-Pologne.